# 藤牧直
藤牧 直（ふじまき なおし、1912年9月23日 - 1980年3月22日）は、日本の総務官僚。
元拓務省南洋庁ヤップ支庁長、郵政省監察局長。

## 略歴・人物
長野県生まれ。1929年（昭和4年）旧制松本第二中学（現：長野県松本県ヶ丘高等学校）卒業。1934年（昭和9年）、旧制富山高等学校を経て、京都帝国大学経済学部卒業。
戦前は、拓務省南洋庁ヤップ支庁長を務めたほか、戦後は1949年（昭和24年）人事院給与局実施課長、1954年（昭和29年）郵政省（現：総務省）人事部厚生課長、1962年（昭和37年）監察局長を務め、翌年に退官、郵政弘済会長となり、1967年（昭和42年）福島テレビ専務取締役、1972年（昭和47年）民間放送テレビ回線運営センター常任監事などを務めた。

## 著書・共著編
- 『教育職員給与制度級別格付基準の解説(1951)』藤牧直著
- 『教育職員給与制度級別格付基準の解説(1952)』藤牧直著
- 『教育職員現行給与の解説』藤牧直・大沼淳共著 文化研究社 1952
- 『教育職員給与制度級別格付基準の解説 』文化研究社 1951
- 『初任給・昇格・昇給等の実施細則 : その解説と資料 』藤牧直著 学陽書房  1951
- 『教育職員現行給与の解説』藤牧直、大沼淳 共著  1952
- 『企業官庁職員級別俸給表の新設について』藤牧直著　人事行政/人事行政学会 編 2(11) 1951-11 p.59～63
- 『給与政策の運営にあたって』藤牧直著　公務員 6(9) 1950-09 p.19～22
- 『改正給与法による俸給の切替について』藤牧直著　人事行政/人事行政学会 編 2(3) 1951-03 p.64～69
- 『改正給与法の実施について』藤牧直著　人事行政/人事行政学会 編 3(1) 1952-01 p.3～8
- 『「初任給,昇格,昇給等の実施細則」について－従来の不合理はいかに是正されたか 』藤牧直著　人事行政/人事行政学会 編 2(5) 1951-05 p.59～63
- 『特別昇給について』藤牧直著　人事行政/人事行政学会 編 3(3) 1952-03 p.61～64